# Запасне скло
«Запасне скло» (англ. Safety Glass, What Goes Up) — американський фільм 2009 року жанру драми. Режисер Джонатан Глатцер, продюсер Р. Д. Робб та Джонатан Глатцер, сценарист Джонатан Глатцер та Роберт Лоусон. Стів Куган також допомагав у продюсуванні. В головних ролях Стів Куган, Гіларі Дафф, Моллі Шеннон, Олівія Тірлбі, Джош Пек. Прем'єра фільму відбулась 8 травня 2009 на «3rd Annual Buffalo Niagara Film Festival». У продажах фільм «провалився»; стрічка зібрала $5,290 тисяч.

## Сюжет
1986 рік. Кембелл Беббітт (Стів Куган), репортер газети, їде в маленьке місто під назвою Конкорд, штат Нью-Гемпшир, щоб зробити репортаж про шатла «Челленджер». Крім цього він бажає навідатися до свого друга по коледжу, але дізнається, що той недавно помер. Кембелл йде на його похорони і там знайомиться з його учнями. Виявляється, що він був не просто вчителем для своїх учнів, а мав серйозний вплив на їх життя. Серед дітей він одразу помічає симпатичну, спокусливу дівчину Люсі (Гіларі Дафф), пригнічуваного хлопця Джима (Джош Пек) і хитру й спостережливу студентку Тесс (Олівія Тірлбі). Згодом він знайомиться з усіма ними. Молода дівчина Люсі знаходиться у відчаї, оскільки кохала свого померлого вчителя, через що намагається знайти втіху у Кембелла. Головний герой згодом дізнається, що у Люсі і його друга були романтичні стосунки.

## В ролях
- Стів Куган — Кембелл Беббітт
- Гіларі Дафф — Люсі Даймонд
- Моллі Шеннон — Пенелопа Літтле
- Олівія Тірлбі — Тесс Сулліван
- Джош Пек — Джим Лемент
- Моллі Прайс — Донна Арбеттер
- Сара Лінд — Пегги Пополадополус
- Лора Конечні — Люте Лемент
- Андреа Брукс — Суї
- Інгрід Нільсон — Енн

## DVD
16 червня 2009 вийшла DVD версія фільму. На диску тривалість фільму на 10 хвилин довша, ніж театральна.

## Саундтрек
Спеціально для фільму Гіларі Дафф виконала пісню, яка називалась «Any Other Day». Серед інших виконавців були: Родді Боттум, Девід Бові, Нейтан Хайбер та гурт Electrelane. 14 липня 2009 вийшов альбом саундтреків до фільму.